# Kleruchia
Kleruchia — kolonia obywateli ateńskich na ziemiach buntującego się polis Związku Morskiego. Najstarszą kleruchią mogła być placówka na Salaminie, zdobytej w VI wieku p.n.e. od Megary. Ateńskich osadników dobierano spośród najuboższych mieszkańców. Otrzymywali oni przydzielane przez losowanie działki (kleros). Osiedleńcy nazywani byli kleruchami, zwykle otrzymywali najlepsze ziemie, stanowili też lokalny garnizon ateński. W V i IV wieku p.n.e. jeden z elementów ateńskiego imperializmu.